# Konferencja Episkopatu Hiszpanii
Konferencja Episkopatu Hiszpanii (hiszp. Conferencia Episcopal Española, CEE) – konferencja episkopatu zrzeszająca biskupów katolickich z Hiszpanii i Andory.

## Prezydium
- Przewodniczący: abp Luis Javier Argüello García
- Wiceprzewodniczący: kard. José Cobo Cano
- Sekretarz Generalny: bp Francisco César García Magán

## Przewodniczący CEE
- Enrique Pla y Deniel (1958–1966)
- Fernando Quiroga y Palacios (1966–1969)
- Casimiro Morcillo González (1969–1971)
- Vicente Enrique y Tarancón (1971–1981)
- Gabino Díaz Merchán (1981–1987)
- Angel Suquía Goicoechea (1987–1993)
- Elías Yanes Álvarez (1993–1999)
- Antonio María Rouco Varela (1999–2005)
- Ricardo Blázquez Pérez (2005–2008)
- Antonio María Rouco Varela (2008–2014)
- Ricardo Blázquez Pérez (2014–2020)
- Juan José Omella Omella (2020–2024)
- Luis Javier Argüello García (od 2024)

## Wiceprzewodniczący CEE
- Casimiro Morcillo González (1966–1969)
- Vicente Enrique y Tarancón (1969–1971)
- José María Bueno y Monreal (1972–1978)
- José María Cirarda Lachiondo (1978–1981)
- José Delicado Baeza (1981–1987)
- Elías Yanes Alvarez (1987–1993)
- Fernando Sebastián Aguilar (1993–1999)
- Ricardo María Carles Gordó (1999–2002)
- Fernando Sebastián Aguilar (2002–2005)
- Antonio Cañizares Llovera (2005–2008)
- Ricardo Blázquez Pérez (2008–2014)
- Carlos Osoro Sierra (2014–2017)
- Antonio Cañizares Llovera (2017–2020)
- Carlos Osoro Sierra (2020–2024)
- José Cobo Cano (od 2024)

## Sekretarz Generalny CEE
- José Guerra Campos (1966–1972)
- Elías Yanes Alvarez (1972–1977)
- Jesús Iribarren Rodríguez (1977–1982)
- Fernando Sebastián Aguilar (1982–1988)
- Agustín García-Gasco y Vicente (1988–1993)
- José Sánchez González (1993–1998)
- Juan José Asenjo Pelegrina (1998–2003)
- Juan Antonio Martínez Camino (2003–2013)
- José María Gil Tamayo (2013–2018)
- Luis Javier Argüello García (2018–2022)
- Francisco César García Magán (od 2022)